# Chaton (chanteur)
 (octobre 2022).
Si vous disposez d'ouvrages ou d'articles de référence ou si vous connaissez des sites web de qualité traitant du thème abordé ici, merci de compléter l'article en donnant les références utiles à sa vérifiabilité et en les liant à la section « Notes et références ».
Pour les articles homonymes, voir Chaton.
Simon Cohen est un chanteur, musicien, auteur, compositeur, interprète,écrivain et stand-upper français né le 27 août 1983 à Lyon, connu sous les pseudonymes Siméo, Chaton ou encore Petit Cœur.

## Biographie

### Débuts de vie
Simon Cohen né à Décines-Charpieu dans le Rhône. Il grandit à Lyon, qu'il quitte pour Paris en 2001. Il y vit depuis. Il est marié à Lola Cohen, ils ont ensemble deux enfants prénommés Alpha et Avril.

### Premiers albums et premières tournées en solo
Le premier album, Les Idées Bleues, sort le 5 octobre 2003. Il est produit par Siméo lui-même via son label indépendant Ça me pique. 
Le deuxième album sort le 1er octobre 2006, il  est notamment sélectionné comme coup de cœur Fnac 2006.
Il parcourt l'Europe avec près de cinq-cents concerts seul en scène, assisté de ses machines, entre 2003 et 2009[réf. nécessaire]. 
En mars et avril 2009, il réalise une tournée en Asie (Simeo Asian Tour 2009) à travers six pays : Vietnam, Cambodge, Thaïlande, Brunei, Birmanie et Bangladesh[réf. nécessaire].
Puis une autre en Chine en 2012[réf. nécessaire].
En parallèle il se produit masqué entre 2011 et 2016 sous le pseudonyme Petit coeur, principalement sur la scène techno underground. Pseudonyme avec lequel il n'enregistrera aucun album studio.

### Année 2018: de Siméo à Chaton
L'année 2018 est marquée par le changement de pseudonyme (Siméo devient Chaton) et la parution du quatrième album, Possible, le 9 mars 2018. Il est sacré par la critique qui apprécie l'originalité de ses textes désabusés, et sa musique mêlant dub et électro, notamment le magazine Les Inrocks.
Il se fait par ailleurs remarquer pour sa reprise d'un titre de Céline Dion écrit par Jean-Jacques Goldman, Pour que tu m'aimes encore.
Cette même année il se produit pour COLORS avec un morceau inédit Monde entier.

### 2019-2021
Le cinquième album, Brune platine sort le 5 avril 2019, très vite suivi de Princesse Pigalle, le sixième album.
Un nouvel album studio sous son pseudonyme Chaton, Héros, sort le 5 février 2021.

### 2022: collaborations et premier album de dix minutes
Ce n'est que le 10 juin 2022 que Simon signe son retour sur scène  à l'occasion de la release party à la Boule noire de son album VIOLENT BEAU. Ce dernier se démarque notamment par l'utilisation de l'intelligence artificiel tout au long de sa conception. Cette démarche est permise par la collaboration de l'artiste avec les laboratoires de recherche sur l'intelligence artificielle en musique de Sony (Sony Computer Science Laboratories) . Il est le premier à collaborer avec cette structure de recherche dans le cadre d'un album entier. En effet, VIOLENT BEAU est uniquement réalisé à l'aide des outils développés par Sony CSL, à l’exception de l'autotune .  

### 2023
Le 27 janvier 2023 , Chaton met le feu à la Cigale devant un public conquis, qui s'enflamme, notamment sur le titre K€ avec lequel termine le chanteur  refusant de mettre fin à ce moment hors du temps. 
L'année qui suit marque une extrême productivité de l'artiste (plus de 5 albums et 4 singles/EP), qui n'est pas nouvelle, mais qui continue de surprendre. Chaton y fait d'ailleurs plusieurs fois référence dans ses textes, comme dans la chanson Ultime dub qui conclue l'album YAËL : "Parce que là j'exagère/ Douzième morceau de la semaine/ même JUL prend plus de vacances que moi". On peut également citer la phrase d'ouverture de l'album 6K DE LOEWE : "Il me parle d'un vieil album que j'ai sorti y'a deux semaines". 
Chaton annonce fin novembre 2023 par le biais de sa photo de profil Spotify l'ouverture de la vente des places le 1 décembre suivant  pour une nouvelle date de concert à venir. Dans son message de remerciement adressé le 29 novembre aux auditeurs le suivant sur la plateforme il confirme le lieu de ce concert, Le Trianon, auquel il faisait déjà référence dans son album OK ("On est à Trianon moins un vers la plus belle" L'océan .  

### 2024
Chaton publie en 2024  117 morceaux à travers 9 albums et 8 singles. Son seul concert a lieu le 23 novembre au Trianon (Paris) ou il rencontre le succès devant une salle comble des mois à l’avance. 2024 marque également son entrée dans le monde littéraire avec un premier livre « Une vie ancienne » publié comme tout son travail via Maison Le Contenu, sa propre entité, située dans le 18eme arrondissement de Paris. 
Il annonce également le stand up « Papa, t’as dit putain! » pour janvier 2025 à La Scala (Paris).

## Livre
Simon Cohen, Une vie ancienne, Paris, Le Contenu, mai 2024.
Le livre introspectif se démarque par l'utilisation d'une plume brute et honnête. Il rencontre un succès immédiat sans aucune présence médiatique, ce qui est la marque de fabrique de l'artiste.

## Participations
- En 2010, il écrit et cocompose, avec Chat et Florian Lyonnet, le titre Je danse, premier single du quatrième album de Jenifer, Appelle-moi Jen, sorti en novembre 2010.
- En 2012, il est responsable de la réalisation de l'album Hommage de Yannick Noah, sorti le 28 mai 2012, qui reprend plusieurs titres de Bob Marley.
- Il réalise également le septième album de Natasha St-Pier, Bonne Nouvelle, sorti le 9 juillet 2012, dans lequel il écrit et compose la majeure partie des titres.
- Il écrit, par ailleurs, le titre Des mots invisibles de Leslie, premier extrait du cinquième album de la chanteuse, Les Enfants de l'orage en 2012. Ce titre est, par la suite, remixé par le rappeur Youssoupha. Siméo signe également le titre Ma génération, sur le même album.
- Il coécrit  le single Sans toi pour Amel Bent, ainsi qu'une partie de son album, Instinct, sorti en 2014.
- On lui doit de nombreux textes et compositions pour des artistes de la scène francophone, notamment Leslie, Pomme, Lorie et Megan Lanquar.

## Autres sources
- La Croix en 2007 ,
- Le Monde en 2018 ,
- L'Express ,
- L'Obs ,
- Libération ,
- Tsugi ,
- Les Inrockuptibles ,
- Metro ,
- Le Soir ,
- Elle ,
- Le Vif .,
- France Inter en 2017
- France Inter en  2018
- France Inter en  2018  ,
- Radio Nova